# Teatro Olimpico (Vicenza)

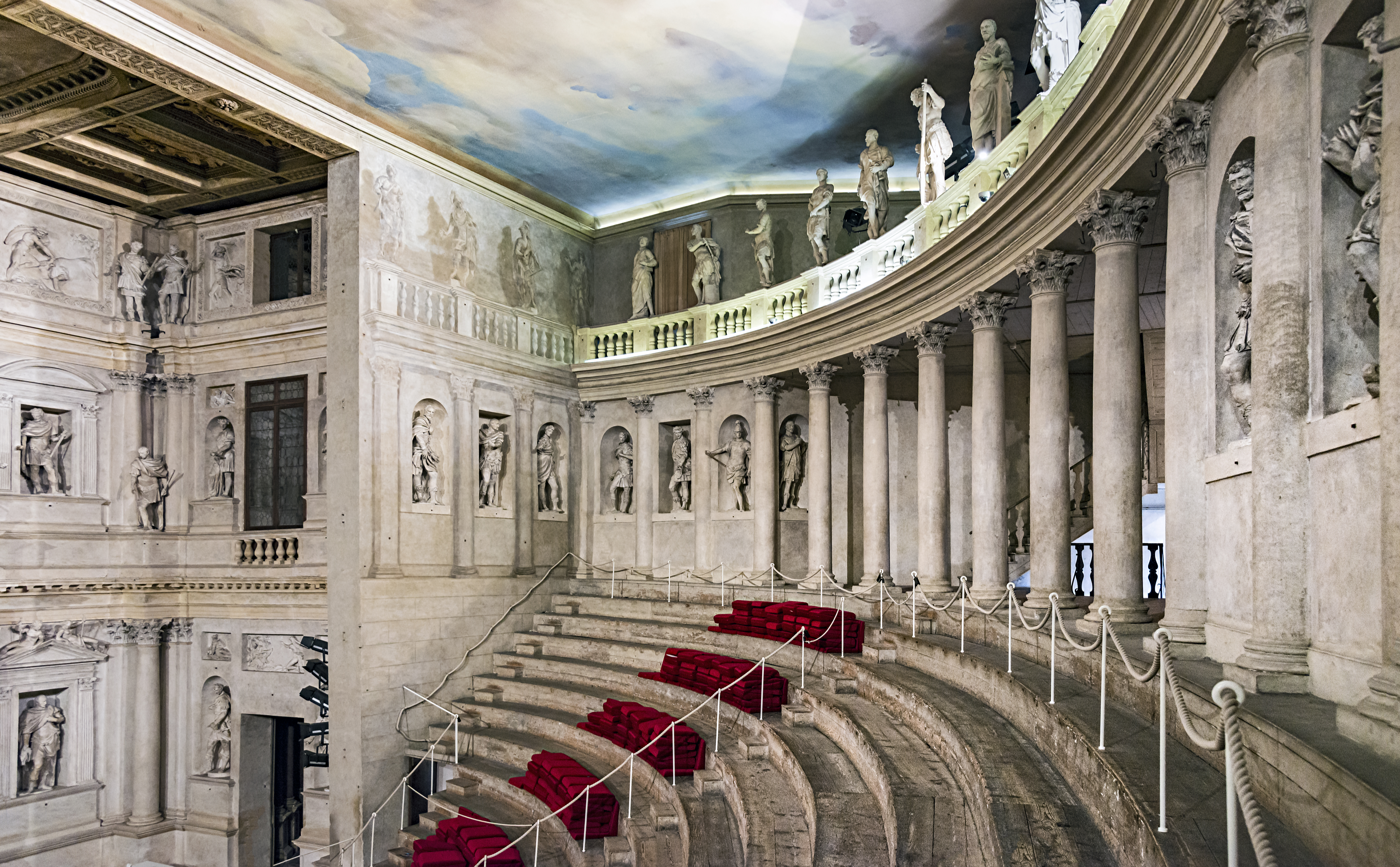
Das Teatro Olimpico

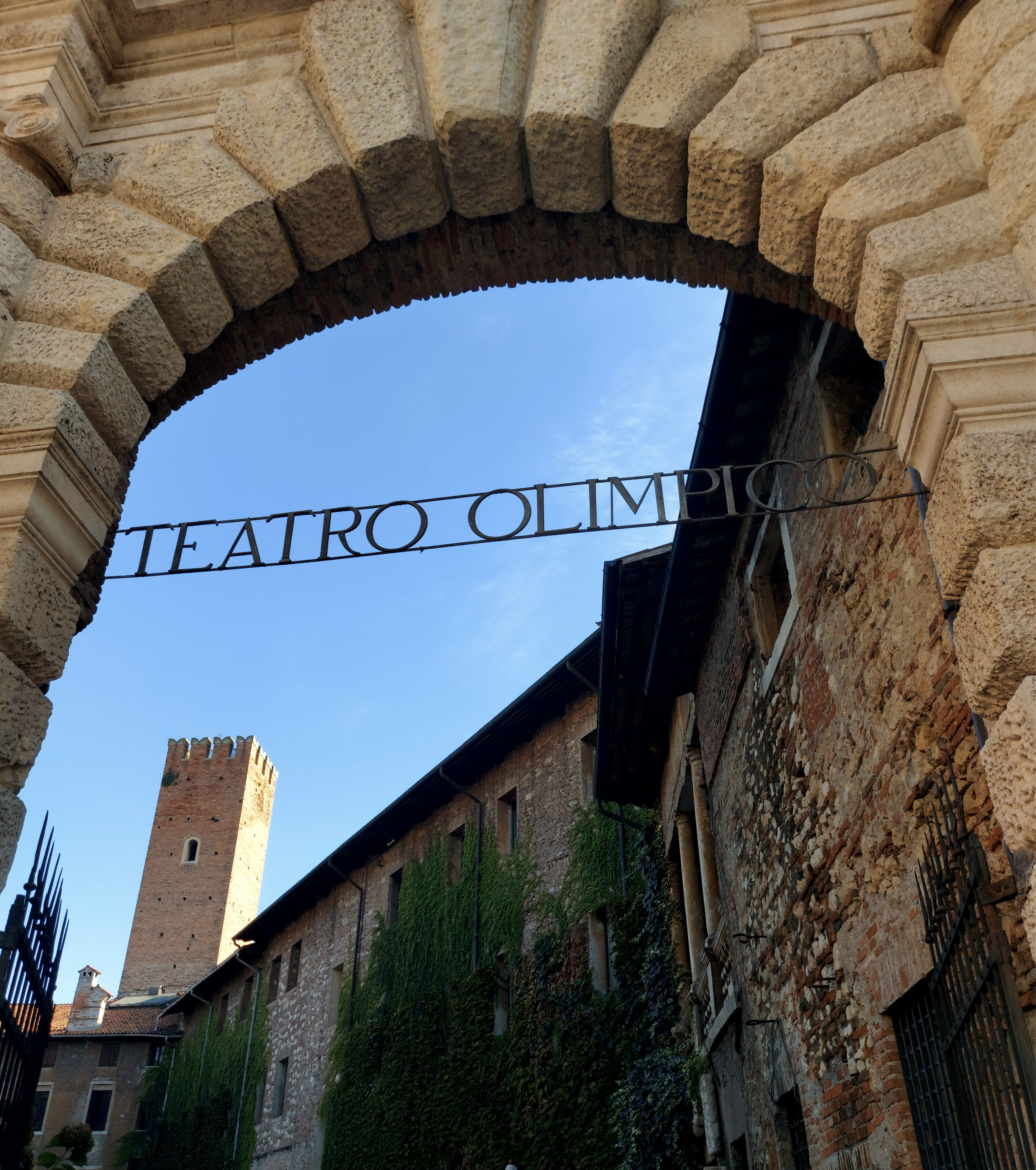
Eingang zum Innenhof des Teatro Olimpico

Das Teatro Olimpico ist ein Theatergebäude aus dem Renaissancezeitalter in Vicenza. Es wetteifert mit dem Teatro Olimpico in Sabbioneta um den Ruhm, das erste freistehende autonome Theatergebäude zu sein, das seit dem Ende der Antike in Europa errichtet wurde. Architekt des Theaters ist Andrea Palladio.

## Baugeschichte
1579 erwarb die Olympische Akademie von Vicenza, zu deren Gründungsmitgliedern auch Palladio zählte, in Vicenza ein Grundstück. Da die Akademiemitglieder ein besonderes Interesse am Theater und der Bühnenkunst pflegten, beschloss man den Bau eines Theatersaals und beauftragte Palladio, der zu den renommiertesten Architekten seiner Zeit gehörte, mit dem Entwurf. Die Arbeiten begannen im Februar 1580 und wurden nach dem Tod Palladios im August desselben Jahres zunächst von seinem Sohn Silla weitergeführt und anschließend von Vincenzo Scamozzi abgeschlossen, der auch für die Innenausstattung verantwortlich war. Scamozzi entwarf ebenfalls die Architekturkulissen für die Eröffnung des Theaters am 3. März 1585. Gespielt wurde das Stück König Ödipus von Sophokles, die Kulissenbauten sind bis heute erhalten.
Zwischen 1582 und 1584 errichtete Scamozzi ein Seitengebäude für Veranstaltungen der Akademie, das so genannte Odeon.

## Architektur
Das Theater wurde nach dem Schema eines römischen Theaters erbaut. Es besteht aus dem Zuschauerraum (Cavea), der Bühne (Orchestra) und dem Bühnenhaus (Skene), die gemäß dem Spielort für die klassische Tragödie als Palastfront (Proszenium) ausgebildet ist. Wie bei allen seinen Bauten geht Palladio jedoch frei mit den antiken Vorgaben um: Der Zuschauerraum, in dem rund 800 Personen Platz haben, ist ein Halboval mit 14 stufenförmigen Sitzreihen. Abgeschlossen wird er von einem Säulengang mit Balustraden (Exedra). Die Statuen darauf, geschaffen von Giacomo Cassetti, wurden erst Mitte des 18. Jahrhunderts zu Ehren der Gründer der Akademie aufgestellt. Im Gegensatz zu einem römischen Theater ist Palladios Bau überdacht. Der gemalte Himmel über der Cavea spielt jedoch auf das klassische Theater unter freiem Himmel an.

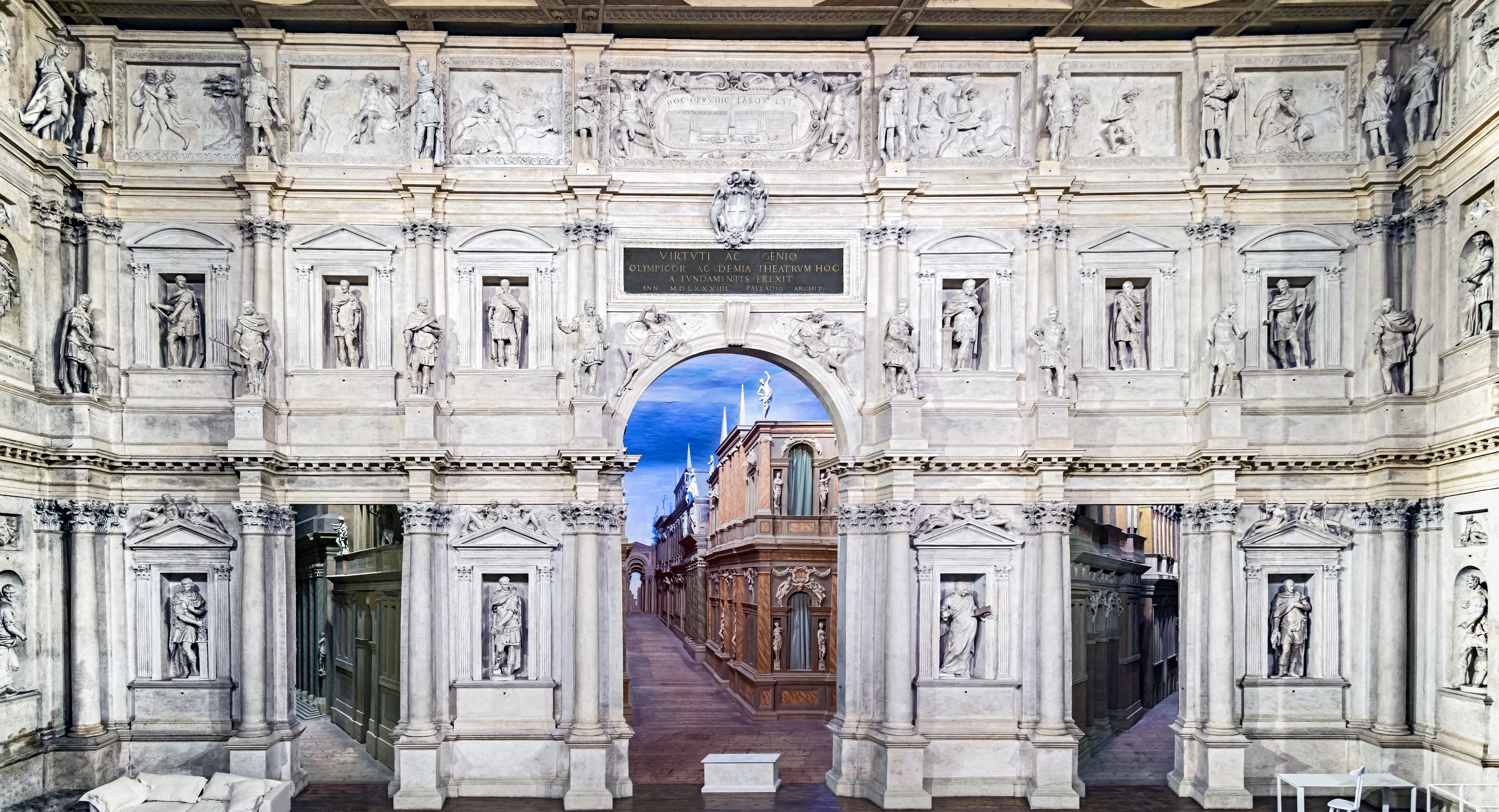
Blick durch das Mittelportal, Bühnenarchitektur Vincenzo Scamozzi

Die Bühnenwand gibt durch drei Portale den Blick auf eine Kulissenstadt – ein idealisiertes Theben – frei. Um die Illusion von Tiefe zu verstärken, steigt der Bühnenboden an und die Häuser sind perspektivisch verkleinert. Die Szenerie wirkt, bei einer tatsächlichen Tiefe von nur 12 Metern, 100–200 Meter tief. Eigentlich wurde die Kulissenstadt für die Aufführung von „König Ödipus“ erstellt, verblieb aber nach der Aufführung stehen und dient seither für alle Vorstellungen als Bühnenbild. In den Aediculae, die wie Blindfenster ausgebildet sind, stehen lebensgroße Figuren von Akademiemitgliedern.
Die heutige Decke stammt aus dem Jahr 1914, entspricht jedoch im Großen und Ganzen dem ursprünglichen Zustand, wie er in einem Stich von 1630 überliefert ist. Seit Ende des Zweiten Weltkriegs ermöglichen zwei neue Eingänge den seitlichen Zugang zum Zuschauerraum. Die ursprünglichen rückseitigen Aufgänge sind nur mehr bei Sonderveranstaltungen zugänglich.
Das Theater gehört zum Weltkulturerbe und ist Station der Italien-Route der Europastraße Historische Theater.

## Trivia
- Der Opernregisseur Jean-Pierre Ponnelle drehte hier seinen Opernfilm Mitridate, re di Ponto.
- Lasse Hallström drehte hier die Szenen seines Films Casanova, die in der Universität Venedig spielen.
- Joseph Losey drehte 1979 hier einige Szenen für seinen Don-Giovanni-Film.
- Der Dirigent Iván Fischer, Gründer des Festival Orchestra Budapest  veranstaltet hier jährlich ein Festival.[1]